# Јурјузањ
Јурјузањ (рус. Юрюзань) град је у Русији у Чељабинској области. Према попису становништва из 2010. у граду је живело 12571 становника.

## Становништво
| 1939.  | 1959.  | 1970.  | 1979.  | 1989.  | 2002.  | 2010.  |
| ------ | ------ | ------ | ------ | ------ | ------ | ------ |
| 10.754 | 17.291 | 17.510 | 18.113 | 18.294 | 14.158 | 12.571 |